# Néstor Nieves
Néstor Nieves (Néstor Francisco Nieves; * 29. Dezember 1974) ist ein ehemaliger venezolanischer Hindernisläufer.
Bei den Olympischen Spielen 1996 in Atlanta schied er im Vorlauf aus.
1997 gewann er Bronze bei den Leichtathletik-Zentralamerika- und Karibikmeisterschaften, 1998 Bronze bei den Iberoamerikanischen Meisterschaften und Silber bei den Zentralamerika- und Karibikspielen. Bei den Leichtathletik-Weltmeisterschaften 1999 in Sevilla kam er nicht über die erste Runde hinaus.
2000 belegte er bei den Crosslauf-Weltmeisterschaften in Vilamoura den 87. Platz auf der Kurzstrecke. Silber bei den Zentralamerika- und Karibikmeisterschaften 2001 folgte Bronze bei den Zentralamerika- und Karibikspielen 2002.
2003 siegte er bei den Leichtathletik-Südamerikameisterschaften in Barquisimeto und bei den Panamerikanischen Spielen in Santo Domingo.
Bei den Crosslauf-WM 2004 in Brüssel belegte er Rang 102 auf der Kurzstrecke, und bei den Zentralamerika- und Karibikspielen 2006 errang er Silber.
Seine persönliche Bestzeit über 3000 m Hindernis von 8:27,36 min stellte er am 2. September 2000 in Barcelona auf.